# Прадо (Монтевидео)
Прадо (исп. Prado) — баррио (район) Монтевидео. Вместе с Нуэва-Савона он образует составной район Прадо - Нуэва-Савона. На территории района находится одноимённый парк.

## Расположение
Граничит с Капурро на юго-западе, с Ла-Теха на западе, Бельведер на северо-западе, Пасо-де-лас-Дуранас на севере, Айрес-Пурос на северо-востоке, Атауальпа на востоке и Белья-Виста на юге.

## Район
В районе располагается три футбольных стадиона, но основной достопримечательностью района является знаменитый парк.

## Парк
Прадо — один из крупнейших парков Монтевидео. На территории парка находится ботанический сад, а также музей имени Хуана Мануэля Бланеса с японским садом, прилегающим к нему.